# Dicy
Dicy és un municipi francès, situat al departament del Yonne i a la regió de Borgonya - Franc Comtat. L'any 2007 tenia 324 habitants.

## Demografia

### Població
El 2007 la població de fet de Dicy era de 324 persones. Hi havia 149 famílies, de les quals 36 eren unipersonals (24 homes vivint sols i 12 dones vivint soles), 61 parelles sense fills, 40 parelles amb fills i 12 famílies monoparentals amb fills.
La població ha evolucionat segons el següent gràfic:
Habitants censats

### Habitatges
El 2007 hi havia 259 habitatges, 149 eren l'habitatge principal de la família, 96 eren segones residències i 15 estaven desocupats. 250 eren cases i 8 eren apartaments. Dels 149 habitatges principals, 118 estaven ocupats pels seus propietaris, 23 estaven llogats i ocupats pels llogaters i 7 estaven cedits a títol gratuït; 3 tenien una cambra, 5 en tenien dues, 26 en tenien tres, 39 en tenien quatre i 75 en tenien cinc o més. 125 habitatges disposaven pel capbaix d'una plaça de pàrquing. A 79 habitatges hi havia un automòbil i a 61 n'hi havia dos o més.

### Piràmide de població
La piràmide de població per edats i sexe el 2009 era:
| Homes | Edats   | Dones |
| ----- | ------- | ----- |
| 0     | 95 o +  | 0     |
| 0     | 90 a 94 | 0     |
| 4     | 85 a 89 | 0     |
| 0     | 80 a 84 | 4     |
| 12    | 75 a 79 | 4     |
| 32    | 70 a 74 | 36    |
| 4     | 65 a 69 | 12    |
| 0     | 60 a 64 | 12    |
| 0     | 55 a 59 | 0     |
| 32    | 50 a 54 | 4     |
| 12    | 45 a 49 | 12    |
| 4     | 40 a 44 | 8     |
| 12    | 35 a 39 | 20    |
| 16    | 30 a 34 | 20    |
| 4     | 25 a 29 | 4     |
| 8     | 20 a 24 | 0     |
| 0     | 15 a 19 | 8     |
| 4     | 10 a 14 | 12    |
| 8     | 5 a 9   | 12    |
| 16    | 0 a 4   | 4     |

## Economia
El 2007 la població en edat de treballar era de 194 persones, 148 eren actives i 46 eren inactives. De les 148 persones actives 128 estaven ocupades (73 homes i 55 dones) i 20 estaven aturades (12 homes i 8 dones). De les 46 persones inactives 21 estaven jubilades, 9 estaven estudiant i 16 estaven classificades com a «altres inactius».

### Ingressos
El 2009 a Dicy hi havia 147 unitats fiscals que integraven 327 persones, la mediana anual d'ingressos fiscals per persona era de 18.707 €.

### Activitats econòmiques
Dels 26 establiments que hi havia el 2007, 1 era d'una empresa extractiva, 8 d'empreses de construcció, 7 d'empreses de comerç i reparació d'automòbils, 3 d'empreses d'hostatgeria i restauració, 1 d'una empresa immobiliària, 2 d'empreses de serveis, 1 d'una entitat de l'administració pública i 3 d'empreses classificades com a «altres activitats de serveis».
Dels 10 establiments de servei als particulars que hi havia el 2009, 3 eren paletes, 1 guixaire pintor, 1 fusteria, 1 electricista, 1 empresa de construcció, 1 perruqueria, 1 restaurant i 1 agència immobiliària.
L'únic establiment comercial que hi havia el 2009 era una botiga de menys de 120 m².
L'any 2000 a Dicy hi havia 6 explotacions agrícoles.

## Equipaments sanitaris i escolars
El 2009 hi havia una escola elemental integrada dins d'un grup escolar amb les comunes properes formant una escola dispersa.

## Poblacions més properes
El següent diagrama mostra les poblacions més properes.